# Stella nautica (tatuaggio)

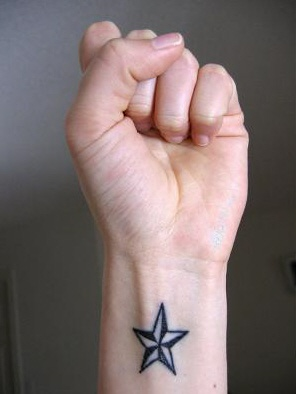
Tatuaggio di una stella nautica.

La stella nautica è una stella simbolica, associata ai servizi marittimi delle forze armate degli Stati Uniti e alla cultura del tatuaggio. Di solito è rappresentata come una stella a cinque punte, in tonalità chiare e scure contrapposte in un modo che ricordi una rosa dei venti.

## Descrizione
La stella nautica si incontra spesso come significante informale che indica l'appartenenza alla Guardia Costiera degli Stati Uniti, alla Marina degli Stati Uniti o al Corpo dei Marines. Il simbolo richiama sia la stella a cinque punte della bandiera nazionale degli Stati Uniti, sia il caratteristico schema cromatico della rosa dei venti presente su molte carte nautiche. La stella nautica rappresentava anche la via di casa di un viaggiatore o di un marinaio, ogni volta che si perdeva nella vita o in un viaggio.